# Arnolfo II di Boulogne
Arnolfo di Fiandra o di Boulogne (920/5 – dopo il 31 gennaio 972) fu conte di Boulogne dal 964 alla sua morte.

## Origine
Era il figlio secondogenito del secondo Conte di Boulogne ed Abate laico di San Bertino, Adalolfo e di sua moglie di cui non si conoscono né il nome né gli ascendenti. Suo zio, il fratello di suo padre era il conte di Fiandra, Arnolfo I, come viene confermato dal Cartulaire de l'abbaye de Saint-Bertin.

## Biografia
Quando suo padre, Adalolfo, nel 933, morì, ucciso in un bosco da un guardiano dei suoi porci, suo zio, Arnolfo I, esautorò sia lui che suo fratello primogenito, impossessandosi sia della contea di Boulogne che dell'Abbazia di San Bertino, mentre adottò il loro fratellastro, Baldovino, detto Baldzo (?- 973).
Verso il 962, suo fratello maggiore morì e Arnolfo divenne l'unico erede legittimo dei titoli di suo padre.
Nel marzo 964, alla morte dello zio, Arnolfo I di Fiandra, mentre il suo fratellastro, Baldovino, detto Baldzo divenne reggente dalla contea delle Fiandre (nel documento n° 39 del 29 ottobre 965 viene citato col titolo di conte.), Arnolfo si impossessò della contea di Boulogne, dove venne confermato conte dal re dei Franchi occidentali, Lotario IV.
Arnolfo compare per l'ultima volta in un documento il 31 gennaio 972, quando controfirma un documento redatto da suo cugino, Arnolfo II di Fiandra, dove conferma il possesso di alcune proprietà all'abbazia di San Pietro di Gand.
Di Arnolfo II di Boulogne non si conosce la data esatta della morte.

## Matrimonio e discendenza
Arnolfo II di Boulogne, anche se ebbe una moglie non si conoscono né il nome né gli ascendenti e di Arnolfo non si ha notizia di alcun discendente. Secondo alcune fonti avrebbe avuto un figlio:
- Arnolfo († 990), conte di Boulogne.

## Ascendenza
|                         |   |                   | Genitori             |  |  | Nonni |  |  | Bisnonni               |  |  | Trisnonni |  |
|                         |   |                   |                      |  |  |       |  |  | Baldovino I di Fiandra |  |  | Odacre    |  |
|                         |   |                   |                      |  |  |       |  |  | Baldovino I di Fiandra |  |  | Odacre    |  |
|                         |   | …                 |                      |  |  |       |  |  | Baldovino I di Fiandra |  |  |           |  |
| Baldovino II di Fiandra |   |                   |                      |  |  |       |  |  | Baldovino I di Fiandra |  |  |           |  |
|                         |   | Giuditta          | Carlo il Calvo       |  |  |       |  |  |                        |  |  |           |  |
|                         |   | Giuditta          | Carlo il Calvo       |  |  |       |  |  |                        |  |  |           |  |
|                         |   | Giuditta          | Ermentrude d'Orléans |  |  |       |  |  |                        |  |  |           |  |
| Adalolfo di Fiandra     |   | Giuditta          |                      |  |  |       |  |  |                        |  |  |           |  |
|                         |   | Alfredo il Grande | Etelvulfo del Wessex |  |  |       |  |  |                        |  |  |           |  |
|                         |   | Alfredo il Grande | Etelvulfo del Wessex |  |  |       |  |  |                        |  |  |           |  |
|                         |   | Alfredo il Grande | Osburga              |  |  |       |  |  |                        |  |  |           |  |
| Elfrida del Wessex      |   | Alfredo il Grande |                      |  |  |       |  |  |                        |  |  |           |  |
|                         |   | Ealhswith         | Aethelred Mucil      |  |  |       |  |  |                        |  |  |           |  |
|                         |   | Ealhswith         | Aethelred Mucil      |  |  |       |  |  |                        |  |  |           |  |
|                         |   | Ealhswith         | Eadburh              |  |  |       |  |  |                        |  |  |           |  |
| Arnolfo II di Boulogne  |   | Ealhswith         |                      |  |  |       |  |  |                        |  |  |           |  |
|                         | … | …                 |                      |  |  |       |  |  |                        |  |  |           |  |
|                         | … | …                 |                      |  |  |       |  |  |                        |  |  |           |  |
|                         | … | …                 |                      |  |  |       |  |  |                        |  |  |           |  |
| …                       | … |                   |                      |  |  |       |  |  |                        |  |  |           |  |
|                         |   | …                 | …                    |  |  |       |  |  |                        |  |  |           |  |
|                         |   | …                 | …                    |  |  |       |  |  |                        |  |  |           |  |
|                         |   | …                 | …                    |  |  |       |  |  |                        |  |  |           |  |
| …                       |   | …                 |                      |  |  |       |  |  |                        |  |  |           |  |
|                         |   | …                 | …                    |  |  |       |  |  |                        |  |  |           |  |
|                         |   | …                 | …                    |  |  |       |  |  |                        |  |  |           |  |
|                         |   | …                 | …                    |  |  |       |  |  |                        |  |  |           |  |
| …                       |   | …                 |                      |  |  |       |  |  |                        |  |  |           |  |
|                         |   | …                 | …                    |  |  |       |  |  |                        |  |  |           |  |
|                         |   | …                 | …                    |  |  |       |  |  |                        |  |  |           |  |
|                         |   | …                 | …                    |  |  |       |  |  |                        |  |  |           |  |
|                         |   | …                 |                      |  |  |       |  |  |                        |  |  |           |  |

### Fonti primarie
- (LA) Monumenta Germaniae Historica, Scriptores, tomus IX (archiviato dall'url originale il 12 maggio 2013)..
- (LA) Cartulaire de l'abbaye de Saint-Bertin..
- (LA) Monumenta Germaniae Historica, Scriptores, tomus V (archiviato dall'url originale il 23 agosto 2017)..
- (LA) Chartes et documents de l´abbaye de Saint Pierre au Mont Blandin à Gand..